# 海軍部站 (聖彼得堡地鐵)
海軍部站（羅馬化：Admiralteyskaya）是聖彼得堡地鐵伏龍芝－海濱線的一個車站，開通於2011年12月28日。海軍部站附近有冬宫、聖以撒主教座堂等景點，是聖彼得堡觀光的主要車站之一。海軍部站的深度達86（282英尺），是目前世界第二深的地鐵站（第一深是地下105.5米的基辅地铁兵工廠站）。